# Comunità ebraica di Carmagnola
Carmagnola fu sede, fino agli inizi del Novecento, di una piccola ma fiorente comunità ebraica, ora ridotta a sezione della comunità ebraica di Torino. 

## La storia
La presenza di una comunità ebraica a Carmagnola è attestata con certezza dal 1680, ma si ha notizia di famiglie ebree residenti nella cittadina almeno fin dal XV secolo. Due di esse, i de Pogetti e Donato Conde, svolgevano il lavoro di prestatori di denaro. Il ghetto, istituito nel 1724 nel quartiere detto Cherche (o Cierche), è ancor oggi chiaramente identificabile, nella zona delimitata dalle attuali vie Bertini, Cherche, Benso e Baldessano. La popolazione ebraica, che ancora nel 1706 contava solo 8 famiglie, crebbe di numero anche per l'arrivo nel 1737 degli ebrei di Racconigi, oscillando tra le 100 e le 150 persone, per sfiorare le 200 unità nel 1841, nel periodo immediatamente precedente all'emancipazione. Gli ebrei di Carmagnola si dedicarono in prevalenza all'oreficeria e al commercio di stoffe. A testimonianza della vitalità della comunità resta la splendida sinagoga barocca, i cui arredi seicenteschi e settecenteschi rappresentano uno degli esempi più belli di arte ebraica in Piemonte e in Italia. La fine del ghetto nel 1848 significò anche il rapido declino della comunità con l'emigrazione verso i centri maggiori della regione. Già agli inizi del Novecento la comunità era virtualmente estinta.